# Synesthesia - I Think in Colours
Synesthesia - I Think in Colours è il primo album in studio del DJ tedesco Alle Farben, pubblicato nel 2014.

## Tracce
1. Intro – 2:38
2. Leaves – 3:32
3. Down – 4:44
4. She Moves (Far Away) (feat. Graham Candy) – 3:17
5. Synesthesia – 6:28
6. Blue – 4:34
7. Sometimes (feat. Graham Candy) – 3:24
8. Because of You (feat. Lydmor) – 3:49
9. On and On (feat. Lydmor) – 3:25
10. Lonely Land (feat. Sway Clarke II) – 3:24
11. Face to Facebook – 4:02
12. D. Punk – 4:05
13. Metaphysik der Röhren – 6:56

### Tracce bonus
1. She Moves (Far Away) (feat. Graham Candy) (Bakermat Remix) – 5:23
2. She Moves (Far Away) (feat. Graham Candy) (Goldfish Dub Mix) – 7:18